# Tiborszállás, Szabolcs-Szatmár-Bereg
Tiborszállás  este un sat în districtul Mátészalka, județul Szabolcs-Szatmár-Bereg, Ungaria, având o populație de 1.038 de locuitori (2011). 

## Demografie
Componența etnică a satului Tiborszállás
     Maghiari (98,32%)
     Alții (1,68%)
Componența confesională a satului Tiborszállás
     Reformați (35,16%)
     Greco-catolici (26,97%)
     Romano-catolici (18,98%)
     Fără religie (3,08%)
     Necunoscută (15,8%)
Conform recensământului din 2011, satul Tiborszállás avea 1.038 de locuitori. Din punct de vedere etnic, majoritatea locuitorilor (98,32%) erau maghiari. Nu există o religie majoritară, locuitorii fiind reformați (35,16%), greco-catolici (26,97%), romano-catolici (18,98%) și persoane fără religie (3,08%). Pentru 15,8% din locuitori nu este cunoscută apartenența confesională.